# Stazione di Dieppe
La stazione di Dieppe (in francese Gare de Dieppe) è la principale stazione ferroviaria di Dieppe, Francia.